# Rhabdomastix luridoides
Rhabdomastix luridoides är en tvåvingeart som beskrevs av Alexander 1940. Rhabdomastix luridoides ingår i släktet Rhabdomastix och familjen småharkrankar. Inga underarter finns listade i Catalogue of Life.